# Robert McKeen
Pour les articles homonymes, voir McKeen.
Robert McKeen, né à West Calder (en) en 1884 et mort en 1974 (ou, selon une autre source, né à Édimbourg et éduqué à West Calder), est un syndicaliste et homme politique néo-zélandais.

## Biographie
Assistant d'un épicier dans une coopérative à West Calder en Écosse, il s'engage dans le milieu syndical avant d'émigrer en Nouvelle-Zélande en 1907,. Il y travaille un temps dans les mines de charbon et est un membre actif du Syndicat des Mineurs, puis travaille à nouveau dans l'épicerie et devient secrétaire du Syndicat des Épiciers,. Engagé dans le jeune mouvement travailliste, il est élu député de Wellington-sud à la Chambre des représentants de Nouvelle-Zélande aux élections législatives de 1922.
Le Parti travailliste remporte sa première victoire aux élections législatives de 1935, et Robert McKeen devient le whip-en-chef du groupe parlementaire travailliste à la Chambre. En 1947, il est élu président de la Chambre des représentants, fonction qu'il conserve jusqu'à la défaite de son parti aux élections de 1949. Il ne se représente pas aux élections de 1954, et est fait compagnon de l'ordre de Saint-Michel et Saint-Georges en 1960. 